# Loeswerd
Loeswerd is een wierde in het vroegere landschap Middag in de gemeente Westerkwartier in de Nederlandse provincie Groningen. De wierde ligt midden in het land tussen twee boerderijen tussen de Zuiderweg en de Meedenerweg in het gebied tussen Ezinge, Feerwerd en Beswerd. De hoogte bedraagt ongeveer 1,6 meter boven NAP. De wierde is al eeuwen onbebouwd. Langs de wierde stroomt de Feerwerdertocht.
De wierde moet zijn opgeworpen in de Late IJzertijd (rond 200 v.Chr.). Er zijn scherven en andere menselijke sporen gevonden uit de Romeinse tijd en de middeleeuwen. In de jaren 1930 werd de wierde gedeeltelijk afgegraven. In 1996 werden resten van een middeleeuwse maalsteen gevonden. Volgens provinciaal archeoloog Henny Groenendijk heeft er een nederzetting gestaan. In 2001 werd de wierde door de gemeente aangewezen als archeologisch monument en in 2003 werd de wierde tot rijksmonument verklaard.